# 王夫之
王夫之（1619年10月7日—1692年2月18日），字而农，号薑斋、又号夕堂，或署一瓢道人、双髻外史，自署船山病叟、南岳遗民，湖广衡州府衡阳县人，明末清初儒者，思想家、哲学家，晚年隐居于石船山麓，世遂称船山先生。主要著作有《周易外传》、《读通鉴论》等，后汇编为《船山遗书》。有时与顾炎武、黄宗羲并称明末三大思想家。
虽然王夫之的思想诞生于明末清初，但是其著作直到晚清才开始在湖南大规模刊行。刊行后得到曾国藩、左宗棠等湖南出身政治人物推崇，进而政治影响力逐渐扩至全国。这种影响力的最佳体现是其直接参与了同为湖南人的毛泽东思想的形成和发展，深刻影响了中国社会走向。

## 生平

### 家世
王夫之出身于太原王氏，但因战乱，元代至正年间之前的家谱已经失佚。王夫之的始祖王仲一是江南高邮州人，因参加元末农民起义的功劳，授予山东青州左卫之职。王仲一的一个儿子王成，在永乐年间，因为担任衡州卫指挥佥事，迁往衡州府。王夫之的父亲王朝聘万历年间两度中副榜，王夫之的母亲为谭氏，谭时章的女儿。王朝聘还有一前妻綦氏，是綦文佳的女儿，生子三岁早逝，万历甲午年綦氏也过世。

### 童年
王夫之出生于萬曆四十七年 (1619年) 九月初一子时，出生地为衡州府城南回雁峰王衙坪。此时父亲王朝聘已经五十岁，母亲谭氏也有四十三岁。王夫之为第三子，有长兄王介之和次兄王参之。王夫之三岁时，父亲王朝聘第一次中副榜，赴武昌省应乡试，继而入国子监。因为父亲在京城，王夫之五岁起，跟随年长十余岁的长兄王介之学习。九岁时，才跟着从京城回来的父亲学习。

### 青年
崇禎六年 (1633年) ，十五岁的王夫之跟着两位兄长去武昌府应乡试，当时的主考官为钱谦益。十六岁时，湖广提学佥事水佳允在衡郡举行岁试，将王夫之列为一等第一名。十九岁时，王夫之娶陶万梧的女儿为妻。
明末求学於岳麓书院，並师从吴道行，吴教以湖湘家学，“以朱（熹）张（栻）为宗”，与旷鹏升等結“行社，聚首论文，相得甚欢”。崇祯十二年（1639年）秋，赴武昌参加乡试，落第。是年十月，和郭风蹮、管嗣裘、文之勇等设“匡社”，意指互相匡正。崇禎十五年（1642年）中鄉舉第五名，以《春秋》试卷列第一。十二月到南昌等候北上会试。當時李自成的大順軍已進入承天（今湖北钟祥），张献忠取黄梅。會試被迫延期，王夫之由南昌返衡阳。

### 抗清
清兵南下时，王夫之上书明朝湖北巡抚，力主联合农民军共同抗清，其二兄、叔父、父亲均死於戰火，崇祯十六年 (1643年) 张献忠攻佔衡州時，招贤纳士，王夫之隐匿衡山，拒不受聘，大顺军攻入北京時，作《悲愤诗》一百韵，吟已辄哭。弘光元年（清顺治二年、1645年），聞明安宗在芜湖被俘，续写《悲愤诗》一百韵。隆武二年（清顺治三年、1646年），开始研读《周易》，後來编为《周易稗疏》。
王夫之曾经和管嗣裘、管嗣箕、夏汝弼和南岳僧人性翰、造纸工人、农民等近百人在衡山方广寺参加抗清活动，被湘谭人尹长明擊敗，方广寺被焚，管嗣裘家中老小全部遇难，性翰受重伤，王夫之事敗逃亡肇慶，投奔南明永历政权，堵胤锡荐为翰林院庶吉士。又结识瞿式耜、金堡、蒙正发、方以智等人，永曆三年（清顺治六年、1649年）春，离开肇庆，赴桂林暂居。永曆四年（清顺治七年、1650年）二月十八日，任永历政权的行人司行人。
永曆四年朝廷深陷黨爭，吴党得勢，為營救楚黨，夫之和董云骧上疏，谓“大臣进退有礼，请权允辅臣之去，勿使再中奸毒，重辱国而灰天下之心”。永历帝以王夫之“职非言官”而奏事，严词加以指责，鲁可藻又奏请逮治王夫之，以致夫之“愤激咯血”，幸好焦琏、马进忠、赵印选、曹志建等上疏反对大兴党狱，由於焦琏等人握有兵柄，永历帝只得將金堡、蒙正发、丁时魁等人除罪，改为削职远戍。七月，王夫之前往桂林依瞿式耜。不久与襄阳郑仪珂之女结婚。兵败后潜回廣東、廣西。李定国收复衡阳時，派人招请王夫之，“进退萦回”，始终未去成。永曆九年（清順治十一年、1654年）因清軍搜捕，被迫流亡零陵、郴州一带，变姓名为瑶人，授徒著书，“为常人说《周易》《春秋》…常宁文士来者益众”，這期間著有《周易外传》，《老子衍》。

### 遺民
日後王夫之多往来长乐、库宗桥、新塘等地。永曆十四年（清顺治十七年、1660年）春，举家迁居衡阳金兰乡高节里，于茱萸塘（今船山乡湘西村）筑茅屋，名“败叶庐”。清康熙十四年（1675年）秋，在衡山石船山麓定居著述，筑草堂而居，人称“湘西草堂”，“栖伏林谷，随地托迹”，“安之若素，终日孜孜不倦，刻苦自励，潜心著述。”，自题堂联“六经责我开生面，七尺从天乞活埋”，终未剃髮。康熙三年 (1664年)，在“败叶庐”设馆讲学。又重订《读四书大全说》。晚年贫病交迫，连纸笔都靠朋友周济。吴三桂称帝，请王船山写《劝进表》，遭严辞拒绝；王夫之认为“以其入国仇也，不以私恩释愤”。事后，逃入深山，作《祓禊赋》，对吴三桂表示深切蔑视。自题墓石：“抱刘越石之孤忠”，“希张横渠之正学”。康熙二十八年 (1689年)，衡州府知府崔鸣鷟受湖南巡抚郑端的嘱咐，携带粮食和钱币会见王夫之，请求王夫之“渔艇野服”与郑端“相晤于岳麓”，并且希望能够得到王夫之的著作刊行天下，王夫之以“病不能往”的理由拒绝，但是看到郑端心诚，接受粮食，但退回钱币，且致函表示感谢。康熙三十一年（1692年）正月初二去世，終身沒有剃髮。

## 作品
王夫之生前著有《周易外传》、《黄书》、《尚书引义》、《永历实录》、《春秋世论》、《噩梦》、《读通鉴论》、《宋论》等书。但他的著作因包含大量反清复明内容，未曾刊行。王夫之说过：“吾书两百年后始显。”
晚清社会动荡，中央政府对思想控制减弱，民间积极寻找能救亡图存的新思想。邓显鹤是清代嘉庆道光年间的著名诗人，他博涉群书，还乐于搜集湖南本地的文学作品。王夫之的六世孙王世全在长沙城南书院探访了邓显鹤，开始同邓显鹤合作整理王夫之的手稿，于1839年在长沙刊印《船山遗书》一百五十卷。
王夫之思想虽然诞生于明末清初，但是真正影响中国社会则是从晚清开始。以曾國藩、左宗棠、郭嵩焘为首的湘军集团推崇王夫之的思想，继续主持刊刻王夫之遗著，1865年《船山遗书》刻竣，共计56种288卷，是第一部较为系统全面的船山著作汇编。王夫之的思想深刻塑造了近代湖湘文化精神，并随曾国藩等湖南政治人物将影响范围扩大至全国，特别是影响了同为湖南人的毛泽东的思想体系形成和发展。

民國後，劉人熙搜輯散佚，又有補刻本。1930年，譚延闓、胡漢民、于右任等重刊船山遺書，分經史子集四部，凡七十種，共三百五十八卷。1971年，臺北船山學會重印《船山遺書全集》，為二十二冊。岳麓書社有《船山全書》十六冊。
- 船山遗书、王夫之诗文集、周易内传、周易外传
- 船山全书
- 学者对王船山的研究著作

### 作品目錄
- 周易內外傳
- 周易大象解
- 尚書引義
- 書經稗疏
- 詩經稗疏
- 詩廣傳
- 禮記章句
- 春秋家說
- 春秋世論
- 春秋稗疏
- 續春秋左氏傳博議
- 四書訓義
- 讀四書大全說
- 說文廣義
- 讀通鑑論
- 宋論
- 永曆實錄
- 正蒙注
- 思問錄
- 俟解
- 噩夢
- 黃書
- 老子衍
- 莊子解
- 莊子通
- 相宗絡索
- 楚辭通釋
- 薑齋文集
- 薑齋詩稿
- 曲稿
- 夕堂永日緒論
- 古詩評選
- 唐詩評選
- 明詩評選

## 思想
王夫之继承了以前思想家的唯物思想，并加以发展。王夫之认为，世界是物质的，一切事物都是客观存在的实体；物质是不断变化的，其发展变化有规律可循。
王夫之的研究領域包括天文、曆法、數學、地學，專精於經、史、文學。认为“尽天地之间，无不是气，即无不是理也”，以为“气”是物质实体，而“理”则是客观规律。又用“絪蕴生化”说明“气”变化日新的性质，认为“阴阳各成其象，则相为对；刚柔、寒温、生杀，必相反而相为仇”，同时也又“互以相成，无终相敌之理”。他强调“天下惟器而已矣”，“无其器则无其道”，从“道器”关系建立其历史进化论。在知、行关系上，强调行是知的基础，反对陆王心学“以知为行”和禅学“知有是事便休”的论点。提出“天下唯器”，“理不先而气不后”的理论。在社会历史方面，他批判“泥古薄今”的观点，认为人类历史是不断进化的。他反对天命观，认为历史发展具有规律性，是“理势相成”。
王夫之篤信程朱理学，但不赞成“存天理，灭人欲”，认为“人欲之各得，即天理之大同；天理之大同，无人欲之或异”。王夫之思想没有超出时代的范畴，他坚持维护集权帝制，他认为阶级制度不能变，能变的只是手段，又主张“尊其尊，卑其卑，位其位。”
後代研究王夫之思想的學術流派，被稱為船山學。所著后人编为《船山遗书》。
王夫之的哲学思想概括起来有七点：
首先、反禁欲主义，提倡不能离开人欲空谈天理，天理即在人欲之中。王夫之在其《周易外传》、《尚书引义》等书中对程朱理学的“存天理，灭人欲”提出了批评。
其次、均天下、反专制、爱国理想。王夫之在《读通鉴论》与《宋论》中指出“平天下者，均天下而已”的观点。
其三、气一元论，王夫之认为气是唯一实体，不是“心外无物”。王夫之还指出，天地间存在着的一切都是具体的实物，一般原理存在于具体事物之中，决不可说具体事物依存于一般原理。王夫之认为“形而上”与“形而下”虽有上下之名，但不意味着上下之间有界限可以分割开来。从知识的来源上看，原理、规律是从对事物的抽象而得来的，因此，应该是先有具体形器，后有抽象观念。道家佛家都把“虚无”视为无限和绝对，而将“有”视为有限和相对。王夫之认为这把相对、绝对的关系弄反了，在他看来，“有”是无限的，绝对的，而“无”是有限的，相对的。王夫之是这样论证的：人们通常讲无，是相对于有而言。就象相对于犬有毛而说龟无毛，相对于鹿有角才说兔无角。所以，讲“无”只是讲“无其有”。王夫之认为，废然无动、绝对的静即熄灭，这是天地间所没有的。王夫之说，“动而成象则静”，“静者静动，非不动也”，“动而趋行者动，动而赴止者静”。王夫之的这些话表明，静止里包含着运动，静止是运动在局部上的趋于稳定而成形象的暂时状态，所以静止的东西不是凝固的，而是生动灵活的。
其四、心物（知行）之辩——反对“生而知之”的先验论。王夫之说，“耳有聪，目有明，心思有睿知。入天下之声音研其理者，人之道也。聪必历于声而始辨，明必择于色而始晰，心出思而得之，不思则不得也。岂蓦然有闻，瞥然有见，心不待思，洞洞辉辉，如萤乍曜之得为生知哉？果尔，则天下之生知，无若禽兽。”（《读四书大全说·论语·季氏篇》）意思是说，凭借感官心知，进入世界万物声色之中，去探寻知晓事物的规律，这才是认识世界的途径。也就是说，知识是后天获得的，非生而知之也。
其五、揭示“名”、“辞”、推的辩证性质。王夫之认为，真知识一定是名与实的统一。“知实而不知名，知名而不知实，皆不知也。”对于概念能否如实地模写现实，逻辑思维能否把握宇宙发展法则，这是认识论上的大问题，老子讲“无名”，庄子讲“坐忘”，禅宗讲“无念”，共同之处都在于认为名言、概念不足以表达变化之道，只有破除一切名相，才能达到与本体合一。王夫之提出“克念”，就是说人能够进行正确的思维。王夫之把概念看作一个过程，既不可执着概念而使之僵化，也不可把概念的运动看作是刹那生灭，不留痕迹。
其六、理势合一的历史观。王夫之提出“理势合一”，并在其著作《读通鉴论》对前人所提出的“复古论历史观”、“循环论历史观”等历史形式进行全面的批判和反思。
其七、性日生而日成的人性论。王夫之在其《四书训义》一书中提出人性不是一成不变的，而是不断发展变化的；同时，人性的形成不全是被动的，人可以主动地权衡和取舍。他说：“生之初，人未有权也，不能自取而自用也。……已生之后，人既有权也，能自取而自用也。

## 評價
- 谭嗣同：“五百年来，真通天人之故者，船山一人而已。”“万物招苏天地曙，要凭南岳一声雷。[22]”
- 章太炎：“船山学说为民族光复之源，近代倡义诸公，皆闻风而起者，水源木本，瑞在于斯。”“当清之季，卓然能兴起顽懦，以成光复之绩者，独赖而农一家而已。[23]”
- 梁启超：“近世的曾文正、胡文忠都受他的薰陶，最近的谭嗣同、黄兴亦都受他的影响。清末民初之际，知识阶级没有不知道王船山的人，并且有许多青年，作很热心的研究，亦可谓潜德幽光，久而愈昌了。”
- 钱穆：“船山则理趣甚深，持论甚卓，不徒近三百年所未有，即列之宋明诸儒，其博大闳括，幽微精警，盖无多让。”
- 毛泽东：“西方有一个黑格尔，东方有一个王船山。[3]”
- 俄罗斯科学院研究院弗拉德伦·布洛夫（俄语：Владлен Георгиевич Буров）：“研究王船山的著作是有重要意义的，因为他的学说是中國中世纪哲学发展的最高阶段……他是百科全书式的学者”。
- 1985年，美国哲学社会科学界评出古今八大哲学家，王夫之与费尔巴哈、马克思等人同列其中[3]。
- 张岱年评价：“王船山是中国古典哲学唯物主义的最高峰。[3]”

## 文化影响
- 清朝诗人张问陶也自号“船山”，他的故乡四川遂宁市还因他设置“船山区”[24]。
- 中共中央总书记习近平几次在会议上引用过王夫之著作里的语句，比如在庆祝中国人民政治协商会议成立六十五周年讲话中，引用王船山《思问录·外篇》中“名非天造，必从其实”；在2017年元旦献词中引用了王船山《尚书引义·太甲二》中的“新故相推，日生不滞”。
- 王夫之的《示子侄》被编成歌曲，在衡阳地区的纪念王夫之活动上多次表演，还被编成韵律操[25][26]。

## 后世纪念

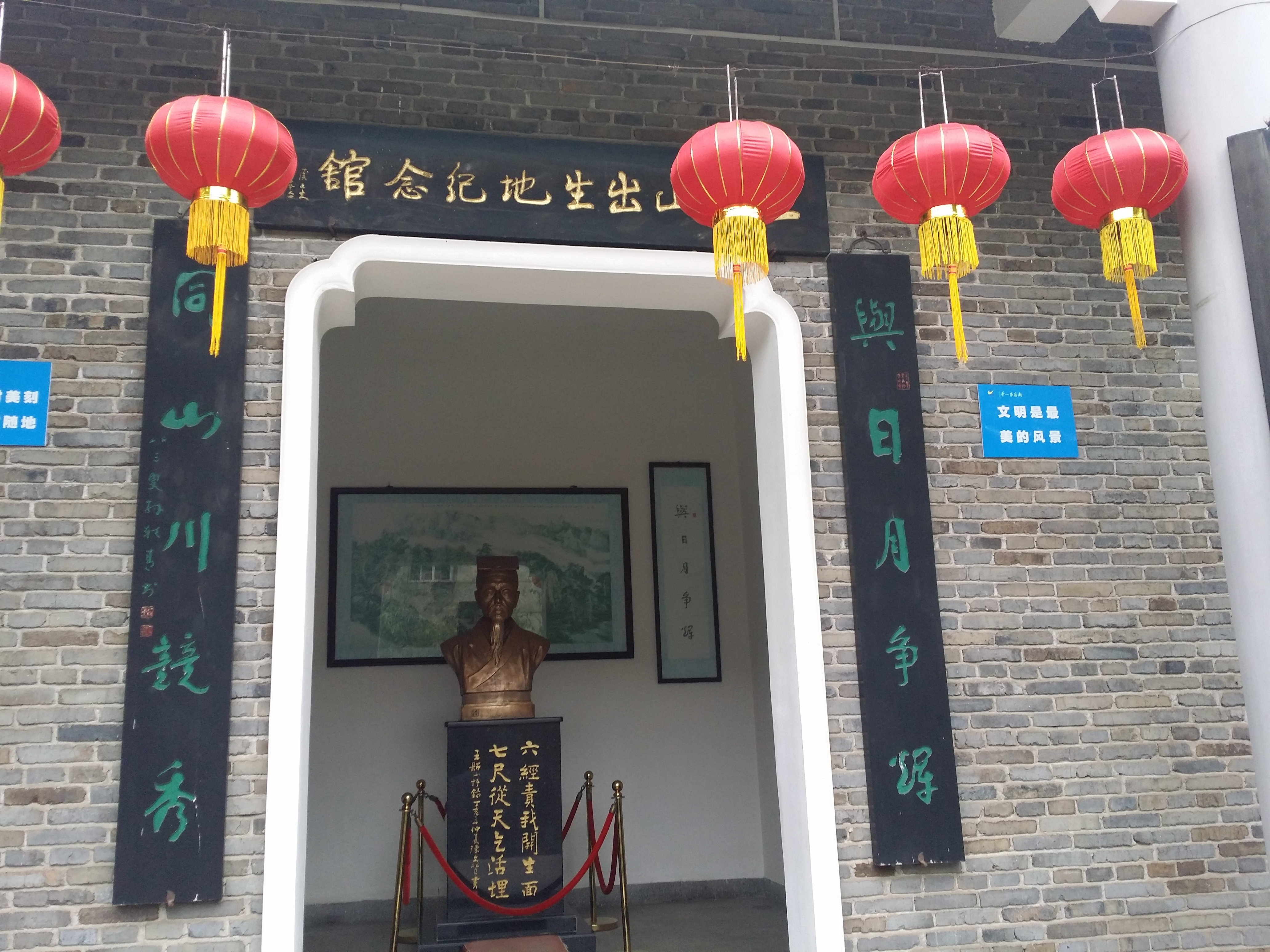
王船山出生地纪念馆

主条目：船山学社、王船山纪念馆、王船山出生地纪念馆
- 船山学社：1914年6月4日成立，前身是郭嵩焘创建的思贤讲舍，在曾国藩祠内。1921年，毛泽东和何叔衡又在船山学社办起了湖南自修大学。1926年还曾在此设立湖南农民协会[27]。
- 王船山纪念馆：位于衡阳县船山广场东侧，纪念馆为一座二层现代建筑，主体建筑菜共有2000平方米。于2002年10月建成开放，2008年对外免费开放[28]。
- 王船山出生地纪念馆：位于衡阳市回雁峰景区的半山腰，纪念馆为一座青砖黛瓦的仿明清建筑。馆檐高4.42米，主体占地面积101平方米。收藏有王夫之半身塑像，王夫之毕生著作及卧室用品[29]。
- 衡阳市船山实验中学：为衡阳市第一中学的初中部，前身即为清朝兵部尚书彭玉麟1884年的船山书院[30]。
- 船山学院：为南华大学的二级学院，2001年8月批准成立[31]。
- 衡阳市图书馆：在1955年2月起曾称为“衡阳市船山图书馆”，并设有王船山纪念馆。文革开始后，王船山纪念馆被拆除，衡阳市图书馆也改回原名[32]。

## 研究机构
- 大学生王船山研究学会：2001年6月，由衡阳师范学院中文系99级学生李镇东，和宁如柏、马婧、刘铁桥、唐建平等人组建，是全国第一个研究王船山的学生社团，并于2002年4月正式创刊《石船山》会刊[33]。
- 衡阳县王船山研究室：2016年10月20日在衡阳县政府四楼挂牌成立，首任主任为胡国繁，挂靠于衡阳县县志办。主要负责传袭船山文化，振兴船山故里，对接船山学专家等[34][35]。

## 影视作品
- 《南岳奇人王船山》：陈昭荣饰演王夫之[36]。
- 《长河东流》中由贺生伟饰演，剧中名为万扶梓。

## 纪录片
- 央视《百家讲坛》2019年10月14日开播《天地大儒王船山》[37]

## 后人
- 六世孙：王世全，与邓显鹤合作整理王夫之的手稿[3]。
- 九世孙：王鹤先，与书法家康和声有交往[38]。
- 十三世孙：王述斌，曲兰镇湘西村村民[39]。

## 备注
1. ↑   繁：，简：，拼音：
2. ↑  但衡阳民间学者袁固新认为，王夫之出生的王衙坪可能实际是在零泉乡的王衙山下。证据包括：王夫之曾在五十九岁率家族众人去东洲上的祖茔拜谒，王夫之的发妻陶氏也葬于衡州府江东岸零泉乡的王衙山等。

### 引用
1. 1 2 3 4 5 6  . 湖南图书馆官方网. （原始内容存档于2014-04-16） （中文（简体））.
2. 1 2  人民教育出版社课程教材研究所. . . 人民教育出版社. 2007年. ISBN 9787107202322.
3. 1 2 3 4 5 6 7 8 9  关山远. . 新华每日电讯. 2017年11月10日. （原始内容存档于2018年7月12日）.
4. 1 2  Wan, Li. . 长沙理工大学学报(社会科学版). 2004, 3: 81-86. doi:10.16573/j.cnki.1672-934x.2004.03.020. 请检查|doi=值 (帮助) –中国知网. |author=和|last=只需其一 (帮助)
5. 1 2  Lin, Zengping. . 历史研究. 1988, 4: 3-17 –中国知网. |author=和|last=只需其一 (帮助)
6. 1 2  Li, Zehou. . 生活·读书·新知三联书店. 2008: 127–149. ISBN 9787108028969. |author=和|last=只需其一 (帮助)
7. ↑  Li, Youxin. . 船山学刊. 2001, 01: 80-84 –中国知网. |author=和|last=只需其一 (帮助)
8. 1 2  王, 之春. . . 中华书局. 1989年. ISBN 7101004679.
9. 1 2 3  王, 之春. . . 中华书局. 1989年. ISBN 7101004679.
10. ↑  光绪《衡州府志》卷29《兵燹》
11. ↑  王敔：《姜斋公行述》
12. ↑  《王船山诗文集》第646页。
13. ↑  王敔：《姜斋公行述》。
14. ↑  罗正钧：《船山师友记》第173页。
15. ↑  王夫之：《章灵赋》，《王船山诗文集》第87页。
16. ↑  张征媛. . 湖南高铁学院官网. 2016年11月9日. （原始内容存档于2018年7月12日）.
17. ↑  弘征. . 娄底新闻网. 2012年4月27日. （原始内容存档于2018年7月12日）.
18. ↑  孟勇.试析王夫之理势合一的历史观[A].华东师范大学:2011,5.
19. ↑  谢路军.王夫之援佛、道入儒思想评述[J]中央民族大学学报,2009(3).
20. ↑  陈宝国.王夫之哲学思想述评[A].福州大学学报:1998,7,12(3).
21. ↑  张岱年.大儒列传·王夫之[M].吉林:吉林文史出版社,1997:121.
22. ↑  《论六艺绝句》
23. ↑  《船山遗书序》
24. ↑  . 汉网. 2010年5月31日. （原始内容存档于2018年7月12日）.
25. ↑  刘欣荣. . 红网. 2017年8月20日. （原始内容存档于2018年7月11日）. 演出中，第四届船山文化夏令营50名孩子用《示子侄》优美动听的歌声，整齐划一的《示子侄》韵律操表演征服在场所有观众，将整台晚会的气氛推向高潮。
26. ↑  刘欣荣. . 红网. 2016年12月9日. （原始内容存档于2018年7月11日）.
27. ↑  周和平. . 长沙晚报. 2012年8月14日. （原始内容存档于2018年7月11日）.
28. ↑  衡阳县文物局. . 中华船山网. 2014年10月14日  [2017年2月10日]. （原始内容存档于2017年2月11日）.
29. ↑  罗, 宇雯. . 衡阳晚报. 2015年5月8日. （原始内容存档于2017年2月11日）.
30. ↑  衡阳市船山实验中学. .   [2017年2月10日]. （原始内容存档于2017年1月21日）.
31. ↑  船山学院. . 2015年7月28日  [2017年2月10日]. （原始内容存档于2016年11月12日）.
32. ↑  资料来自于衡阳市图书馆九十周年馆庆纪念集《书香飘过岁月1921-2011》里的《衡阳市图书馆大事纪(1917-2011)》，91页--97页，纪念集没有ISBN号。
33. ↑  陈, 宗昊. . 红网. 2012年10月10日. （原始内容存档于2016-10-22）.
34. ↑  易建军. . 衡阳县电视台.
35. ↑  刘蓁. . 中华船山网. 2016年10月20日. （原始内容存档于2017年3月14日）.
36. ↑  布鲁. . 搜狐娱乐. 2010年1月18日. （原始内容存档于2018年7月11日）.
37. ↑  中国衡阳新闻网站. . 2019年10月15日  [2019年10月20日]. （原始内容存档于2020年2月17日）.
38. ↑  王婉莹. . 中国经济网. 2011年4月20日. （原始内容存档于2018年7月18日）. 民国时期，著名宋明理学专家、书法家康和声瞻仰王夫之墓时，曾在其九世孙王鹤先家借观过，后影印刊行于《王船山先生墨宝四种》中。
39. ↑  伍婷婷. . 潇湘晨报. 2017年7月30日. （原始内容存档于2018年7月18日）. “啊，我是他的十三代孙。”被太阳晒得黑红的王述斌从里屋走出来，听到有人找“船山”来历，他来了兴致，转身回房拿族谱。时过境迁，对于自己的先祖知晓的并不太多，使王述斌非常惋惜，“败叶庐是他来到衡阳县隐居时建的房子。可惜，我们后人眼光短浅，上世纪九十年代土墙倒了，我们就将其拆了，现在没了痕迹。”

## 外部連結
[在维基数据编辑]
 在维基文库阅读此作者作品（ 在维基共享资源阅览影像）
 《清史稿·卷480》，出自趙爾巽《清史稿》
- 王夫之的著作 （页面存档备份，存于） - 中國哲學書電子化計劃
- 朱榮貴：〈王夫之「民族主義」思想商榷 （页面存档备份，存于）〉。
- 严寿澂：〈“两行”与治道——读王船山《庄子解》 （页面存档备份，存于）〉。
- 蕭馳：〈船山詩學中「現量」意涵的再探討：兼論傳統「情景交融」理論研究的一個誤區 （页面存档备份，存于）〉。
- 萧驰：〈王夫之和柯勒律治诗学比较研究 （页面存档备份，存于）〉。
- 小川晴久：〈论王夫之的思想 （页面存档备份，存于）〉。
- 小川晴久：〈王夫之的流俗论和人间论 （页面存档备份，存于）〉。